# Looking Back with Love
Looking Back With Love é um álbum solo do integrante da banda de rock americana The Beach Boys, Mike Love. Foi lançado em 1981 pela Boardwalk Records. Estranhamente, Mike Love, responsável por grande parte das letras do The Beach Boys, assina apenas a faixa "Paradise Found". 

## Comentários Gerais
A faixa "Be My Baby" foi produzida por Brian Wilson, que também faz alguns dos backing vocals no disco.
A música "On and On and On" é uma cover de uma canção do grupo ABBA, que foi diretamente influenciada por uma música dos Beach Boys chamada "Do It Again". 
Estranhamente, algumas cópias vieram com adesivos que saudavam o álbum como "o primeiro álbum solo de um Beach Boys", apesar do lançamento de Pacific Ocean Blue, de Dennis Wilson quatro anos antes, Carl Wilson, de Carl wilson, de 1980 e Going Public de Bruce Johnston, álbum de 1977. 

## Faixas
1. "Looking Back With Love" (Jim Studer, C. Thomas, Dan Parker) – 3:38
2. "On and on and On" (Benny Andersson, Björn Ulvaeus) – 3:02
3. "Runnin' Around the World" (J. Haymer, B. Aaronson) – 2:48
4. "Over and Over" (Robert James Byrd) – 2:16
5. "Rockin' the Man in the Boat" (Jim Studer, J. Arnold, M. Brady) – 3:20
6. "Calendar Girl" (Neil Sedaka, Howard Greenfield) – 3:16
7. "Be My Baby" (Ellie Greenwich, Jeff Barry, Phil Spector) – 2:39
8. "One Good Reason" (Jim Studer, M. Brady) – 4:08
9. "Teach Me Tonight" (Sammy Cahn, Gene De Paul) – 3:28
10. "Paradise Found" (Mike Love, Jim Studer) – 3:51